# Sant Pere de Cornellana
Sant Pere de Cornellana és una església del municipi de la Vansa i Fórnols protegida com a bé cultural d'interès local.

## Descripció

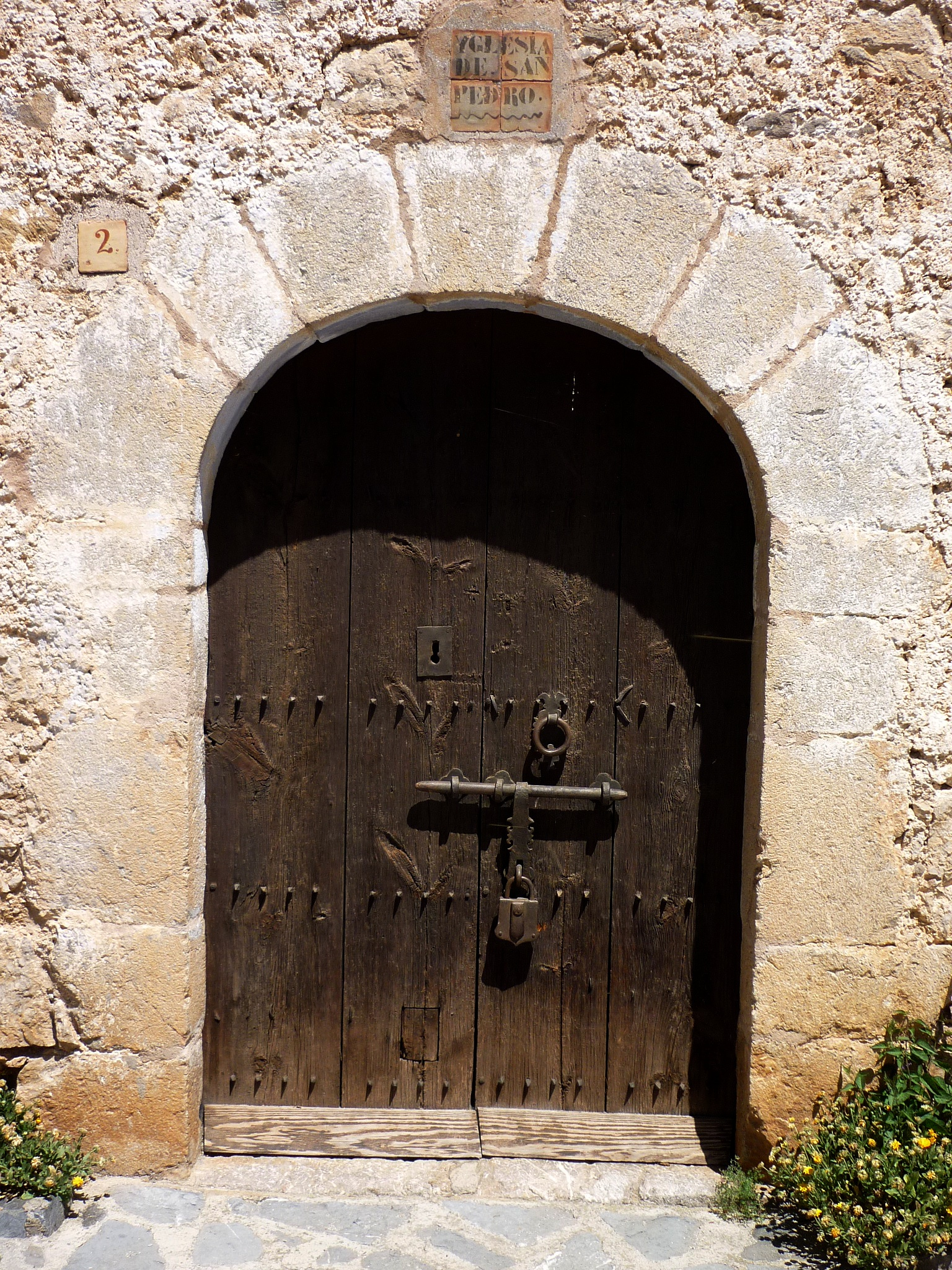
Portal

Edifici d'una nau amb capelles laterals cobert amb volta de creueria. Fou construït al segle xviii reaprofitant la pedra de l'antiga capella romànica de Sant Andreu. És una construcció rústega de pedres unides amb fang, amb una porta adovellada al frontis i campanar de paret de dos ulls.
Malgrat la simplicitat de les seves línies arquitectòniques externes, la concepció interna de l'espai de l'església de Sant Pere de Cornellana és pròpia del barroc que es construeix a la comarca de l'Alt Urgell.

## Història
L'església de Sant Pere de Cornellana té una important significació com a centre de l'expressió espiritual d'aquesta localitat des de començaments del segle xix, substituint l'anterior temple romànic relativament apartat del nucli de població. D'aquesta funció se'n deriva un notable protagonisme des del punt de vista socioeconòmic, vinculat a la seva privilegiada posició en l'endraçament de les relacions econòmiques generades al voltant de la gestió de les rendes eclesiàstiques. En aquest sentit, cal destacar l'existència d'un garner d'obra per dipositar-hi el producte del delme eclesiàstic a una estança de la part posterior de l'església.